# Gynoplistia (Gynoplistia) bicolor bicolor
Gynoplistia (Gynoplistia) bicolor bicolor is een ondersoort van de tweevleugelige Gynoplistia (Gynoplistia) bicolor uit de familie steltmuggen (Limoniidae). De ondersoort komt voor in het Neotropisch gebied.